# Operation Valkyrie

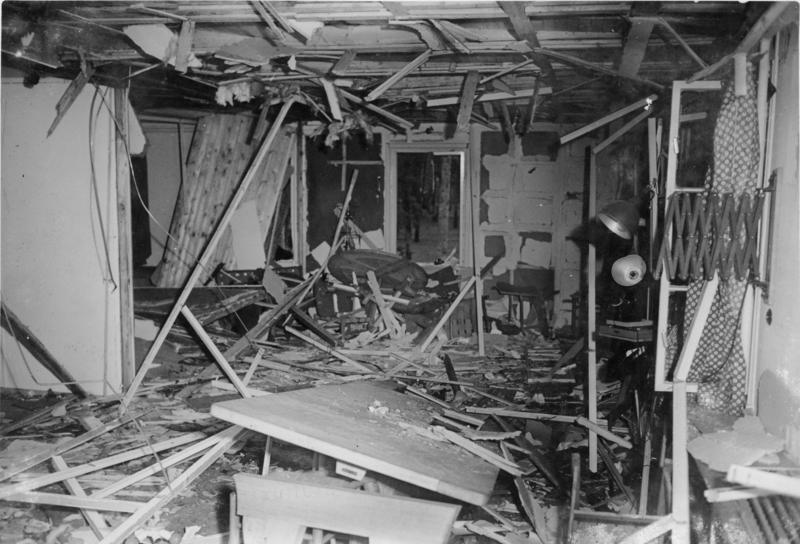
Le Wolfsschanze après l'explosion de la bombe le 20 septembre 1944.

L’opération Valkyrie (Unternehmen Walküre) était un plan d'opérations d'urgence allemand de continuité des opérations gouvernementales pendant la Seconde Guerre mondiale délivré à l'Armée territoriale de réserve d'Allemagne, pour qu'elle l'exécute et le mette en œuvre en cas d'effondrement général (rupture générale) de l'ordre civil de la nation.
Les officiers supérieurs de l'Armée allemande (la Heer), le général Friedrich Olbricht, le général de division Henning von Tresckow et le colonel Claus von Stauffenberg modifièrent le plan avec l'intention de l'utiliser pour : 
- prendre le contrôle des villes allemandes,
- désarmer la Schutzstaffel (SS) et,
- arrêter les dirigeants nazis après l'assassinat d'Hitler (dans le complot du 20 juillet).

La mort d'Hitler (par opposition à son arrestation) est nécessaire pour libérer les soldats allemands de leur serment de loyauté envers lui (Reichswehreid). Après une longue préparation, le complot fut activé en 1944 mais échoua.

## Planification
Le plan d'origine, conçu pour faire face aux troubles internes dans les situations d'urgence, est élaboré par l'Etat-major du général Friedrich Olbricht en sa qualité de chef du bureau général de l'armée et approuvé par Hitler.

### Révisions axées sur le Coup
L'idée d'utiliser l'Armée territoriale de réserve d'Allemagne dans la patrie allemande pour un Coup d'État potentiel existe d'avant, mais, excepté Hitler lui-même, seul le Colonel-Général Friedrich Fromm, chef de l'Ersatzheer depuis 1938, peut lancer l'opération Valkyrie. Le refus de Fromm de coopérer à un éventuel Coup d'État pose un sérieux obstacle aux conspirateurs. Néanmoins, après les leçons tirées de la tentative d'assassinat ratée le 13 mars 1943, Olbricht estime que le plan de Coup d'État initial est inadéquat et que l'Ersatzheer doit être utilisée dans le Coup d'État, même sans la coopération de Fromm.

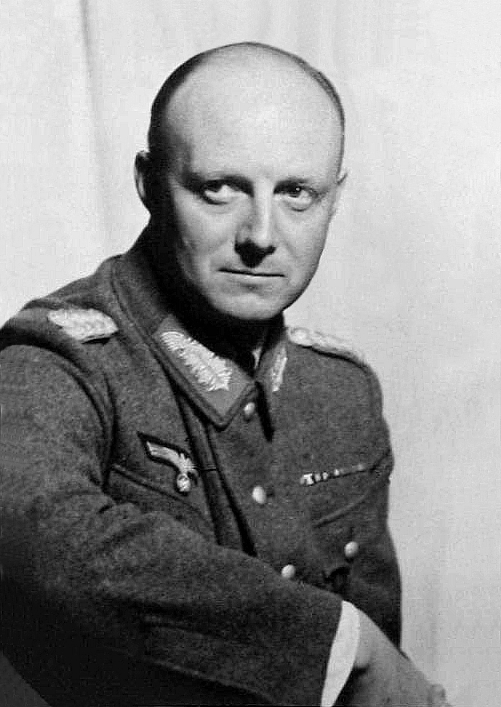
Henning von Tresckow en 1944.

L'ordre original de l'opération Valkyrie ne traite que d'une stratégie visant à assurer la préparation au combat des unités parmi les éléments épars de l'Armée territoriale de réserve d'Allemagne. Olbricht ajoute une seconde partie, « Valkyrie II », qui prévoit le rassemblement rapide d'unités en groupes de combat prêts à l'action.
« Der Führer Adolf Hitler ist tot! »
En août et septembre 1943, le Major-Général Henning von Tresckow juge la révision d'Olbricht insuffisante et élargit considérablement le Plan Valkyrie et rédige de nouveaux ordres supplémentaires élargissant le scope. Une déclaration secrète commence par ces mots : « Le Führer Adolf Hitler est mort ! Un groupe de chefs de parti traître a tenté d'exploiter la situation en attaquant nos soldats assiégés à l'arrière pour s'emparer du pouvoir ».
Des instructions détaillées sont rédigées pour l'occupation des ministères du gouvernement à Berlin, du quartier général de Himmler en Prusse orientale, des stations de radio, des centraux téléphoniques, d'autres infrastructures nazies par le biais des districts militaires et des camps de concentration.
Il est supposé que le colonel Claus von Stauffenberg est le principal responsable du Plan Valkyrie, mais des documents récupérés par l'Union soviétique après la guerre et publiés en 2007 suggèrent qu'un plan détaillé est élaboré par von Tresckow à l'automne 1943.  Les documents sont traités par sa femme, Erika, et par Margarete von Oven, sa secrétaire. Les deux femmes portent des gants pour ne pas laisser d'empreintes digitales.
En substance, le plan de Coup d'État consistait à inciter l'Armée territoriale de réserve d'Allemagne à saisir et destituer le gouvernement civil de l'Allemagne en temps de guerre et à le démettre de ses fonctions, sous le prétexte que la SS a tenté un Coup d'État et assassiné Hitler. Les conspirateurs partent du principe hypothétique que les soldats de base et les officiers subalternes désignés pour exécuter l'opération Valkyrie sont motivés à le faire sur la base de leurs convictions erronées que les dirigeants civils nazis se sont comportés avec déloyauté et trahison contre l'État, et doivent donc être destitué. Les conspirateurs comptent sur les soldats pour obéir à leurs ordres tant qu'ils proviennent du canal légitime - à savoir le Haut Commandement de l'Armée territoriale de réserve d'Allemagne - dans la situation d'urgence qui suit la mort supposée d'Hitler.
Excepté Hitler, seul Friedrich Fromm, en tant que commandant de l'Armée territoriale de réserve d'Allemagne, peut activer l'opération Valkyrie. Pour que le coup d'État prévu réussisse, les comploteurs doivent soit rallier Fromm au complot, soit le neutraliser d'une manière ou d'une autre. Fromm, à l'instar de nombreux officiers supérieurs, est largement au courant des conspirations militaires contre Hitler, mais ne les a ni soutenues ni signalées à la Gestapo.

## Mise en œuvre
Le rôle clé de la mise en œuvre effective est joué par le colonel Claus von Stauffenberg, après sa tentative d'assassinat contre Hitler le 20 juillet 1944. Préalablement, Stauffenberg  améliore également le Plan Valkyrie et apporte des modifications pour faire face à l'évolution des situations. La position de Stauffenberg en tant que chef d'état-major de l'Armée territoriale de réserve d'Allemagne lui donne accès à Hitler pour des rapports et exige en même temps sa présence au quartier général pour la mise en œuvre de l'opération Valkyrie. Dans un premier temps, von Tresckow et Stauffenberg ont cherché d'autres officiers ayant accès à Hitler qui pourraient mener à bien l'assassinat, sans succès.
Le général Helmuth Stieff, chef de l'organisation du haut commandement de l'armée, se porte volontaire pour être l'assassin, mais recule par la suite. von Tresckow tente à plusieurs reprises d'être affecté au quartier général d'Hitler, sans succès. Enfin, Stauffenberg décide de mener à bien la tentative d'assassinat et de lancer l'opération Valkyrie, ce qui réduit considérablement les chances de succès. Après deux tentatives avortées, Stauffenberg place la bombe le 20 juillet au Quartier Général du Fuhrer et se précipite à Berlin pour assumer son rôle central.
Ayant appris du maréchal Wilhelm Keitel que la bombe n'a pas tué Hitler, Fromm refuse d'initier l'opération Valkyrie, pour toutefois l'apprendre que le général Friedrich Olbricht l'avait initié en son nom; refusant de coopérer, il est destitué et arrêté par les conspirateurs et remplacé par le général Erich Hoepner. Pendant ce temps, Carl-Heinrich von Stülpnagel, gouverneur militaire de la France occupée, réussit à désarmer le Sicherheitsdienst (SD) et la SS, et s'empare de la plupart de leurs dirigeants. Il se rend au quartier général de Günther von Kluge et lui demande de contacter les Alliés,pour apprendre qu'Hitler est vivant.
À ce moment-là, le Reichsführer-SS Heinrich Himmler a pris en charge la situation et a émis des ordres annulant la mobilisation d'Olbricht pour l'opération Valkyrie. Cela conduit à l'échec du Coup d'État, la plupart des commandants, apprenant qu'Hitler est vivant, annulent leurs opérations.
Lorsqu'il évident que le Coup d'État a échoué, les membres les moins résolus de la conspiration à Berlin commencent à changer de camp. Fromm est libéré de sa salle de détention et, après un bref combat, réussi à reprendre le contrôle du Bendlerblock. Dans une tentative désespérée de couvrir son implication, il ordonne l'exécution d'Olbricht, du colonel Albrecht Mertz von Quirnheim, von Stauffenberg et de son adjudant, le lieutenant Werner von Haeften. Peu après minuit, les condamnés sont conduits vers un monticule de terre rétro-éclairé par des véhicules au ralenti où chacun a été exécuté par un peloton d'exécution dans la cour du siège de la Bendlerstraße (la rue a depuis été rebaptisée Stauffenbergstraße en l'honneur du colonel Stauffenberg). D'autres exécutions sont interdites après l'arrivée du personnel de la Waffen-SS sous le commandement de l'Obersturmbannfüher Otto Skorzeny.

## Ordre initial aux arrondissements militaires
« .
1. Le Führer Adolf Hitler est mort ! Profitant de cette situation, une clique peu scrupuleuse de dirigeants du parti étrangers au front a tenté de poignarder dans le dos et de s'emparer du pouvoir à des fins égoïstes.
2. En cette heure de danger extrême, le gouvernement du Reich a décrété l'état d'urgence militaire pour le maintien de la loi et de l'ordre et m'a confié le pouvoir exécutif en même temps que le commandement suprême de la Wehrmacht.
3. A cet effet, j'ordonne :
  1. le transfers du pouvoir exécutif avec droit de délégation aux commandants territoriaux 
    - sur le front intérieur au commandant de l'armée de réserve, en le nommant en même temps commandant en chef dans la zone de la guerre intérieure,
    - dans la zone occidentale occupée, au commandant en chef de l'Ouest
    - en Italie, au commandant en chef du Sud-Ouest
    - dans les territoires occupés de l'Est, aux commandants en chef des groupes d'armées et au  commandant de la Wehrmacht du territoire oriental pour leur zone de commandement respective
    - au Danemark et en Norvège, aux commandants de la Wehrmacht.

  2. Les titulaires du pouvoir exécutif ont autorité sur :
    - tous les services et unités de la Wehrmacht, y compris la Waffen-SS, le Service du travail du Reich (Reichsarbeitsdienst) et l'Organisation Todt, se trouvant dans leur zone de commandement ;
    - toutes les autorités publiques (du Reich, des lands et des communes), en particulier l'ensemble de la police d'ordre, de sécurité et administrative ;
    - tous les fonctionnaires et les organisations du Parti national-socialiste des travailleurs allemands (Nationalsozialistische Deutsche Arbeiterpartei) et des fédérations qui lui sont affiliées ;
    - les entreprises de transport et d'approvisionnement.

  3. L'ensemble de la Waffen-SS est intégré à l'armée de terre avec effet immédiat.
  4. Les détenteurs du pouvoir exécutif sont responsables du maintien de l'ordre et de la sécurité publique. Ils doivent notamment veiller à :
    - la sécurisation des installations de renseignement et de communication,
    - la mise hors d'état de nuire du  service de sécurité (Sicherheitsdienst).

Toute résistance au pouvoir exécutif militaire doit être brisée sans ménagement.
En cette heure de grand danger pour la patrie, l'unité de la Wehrmacht et le maintien d'une discipline totale sont des impératifs absolus.
Je fais donc un devoir à tous les commandants de l'armée de terre, de la marine de guerre et de l'armée de l'air de soutenir par tous les moyens possibles les détenteurs du pouvoir exécutif dans l'exécution de leur tâche difficile et de veiller à ce que leurs directives soient suivies par les services subordonnés. 
Le soldat allemand est confronté à une tâche historique. C'est de son énergie et de son attitude que dépendra le salut de l'Allemagne.
Il en va de même pour tous les commandants territoriaux, les commandements en chef des unités de la Wehrmacht et les autorités de commandement de l'armée de terre, de la marine de guerre et de l'armée de l'air directement subordonnées aux commandements en chef.
Le commandant en chef de la Wehrmacht
v. Witzleben
Maréchal général »

### Anglais
- Philipp Freiherr von Boeselager (trad. Steven Rendall, Phoenix), Valkyrie: The Plot to Kill Hitler, Weidenfeld and Nicolson, 2009 (ISBN 978-0-75382-566-2)
- Joachim C. Fest, Plotting Hitler's Death: The German Resistance to Hitler, 1933–1945, 1996 (ISBN 0-8050-5648-3)
- Hans Bernd Gisevius, Valkyrie: An Insider's Account of the Plot to Kill Hitler |2009 reprint of one volume abridgement of two volume text, To the Bitter End, 1947. Foreword by Allen Welsh Dulles, introduction by Peter Hoffmann (translated by Richard and Clara Winston), Cambridge, MA, Da Capo Press, 2009 (ISBN 978-0-30681-771-7)
- Nigel Jones, Countdown to Valkyrie: The July Plot to Assassinate Hitler, Frontline, 2008 (ISBN 978-1-84832-508-1)
- A. J. P. Taylor, The Course of German History, Abingdon, Oxfordshire, Methuen Publishing, 1946 (ISBN 978-1-13452-196-8, lire en ligne), « The July Plot »

### Allemand
- Peter Hoffmann, Widerstand, Staatsstreich, Attentat. Der Kampf der Opposition gegen Hitler, Munich, (reissue), 1985
- Hans-Adolf (Hrsg.) Jacobsen, Spiegelbild einer Verschwörung. Die Opposition gegen Hitler und der Staatsstreich vom 20. Juli 1944 in der SD-Berichterstattung. Geheime Dokumente aus dem ehemaligen Reichssicherheitshauptamt, vol. 2, Stuttgart, 1984
- Helena Page, General Friedrich Olbricht: Ein Mann des 20. Julis, Bonn, Bouvier Verlag, 1993 (ISBN 3-416-02514-8)
- Bernd Rüthers, Spiegelbild einer Verschwörung – Zwei Abschiedsbriefe zum 20 July 1944, Juristenzeitung 14, 2005, 689–698 p.
- (de) Ueberschär, « Auf dem Weg zum 20. Juli 1944, Motive und Entwicklung der Militäropposition gegen Hitler », From Politics and Contemporary History (APuZ), Juristenzeitung 14, vol. B 27,‎ 2004, p. 689–698 (lire en ligne)